# Adalbert Prechtl
Adalbert Prechtl (* 15. April 1949 in Payerbach) ist ein österreichischer Elektrotechniker, Hochschullehrer und Studiendekan der Fakultät für Elektrotechnik. Er war von 2011 bis 2015 Vizerektor an der Technischen Universität Wien. Seine universitären Tätigkeitsbereiche liegen im Bereich Lehre mit dem Schwerpunkt auf den Grundlagen und Theorie der Elektrotechnik und klassischen Feldtheorien mit Bezug zu den Ingenieurwissenschaften.

## Leben
Adalbert Prechtl studierte ab 1969 Elektrotechnik mit Schwerpunkt elektrische Energietechnik. Es folgten ab 1975 verschiedene Tätigkeiten als Vertragsassistent und die Promotion, die sich mit der Elektrodynamik verformbarer Körper beschäftigt. Die Habilitation legte er für das Fach Theoretische Elektrotechnik ab. Mitte der 1980er Jahre wechselte er für einige Jahre in die Industrie, bis er 1989 als Ordinarius für Grundlagen und Theorie der Elektrotechnik an die TU Wien berufen wurde. Seit 1998 bekleidet er die Funktion des Studiendekans der Fakultät für Elektrotechnik.

## Werke
- Vorlesungen über die Grundlagen der Elektrotechnik – Band 1, 2. Auflage, Springer Lehrbuch, 2005, ISBN 978-3-21130418-1
- Vorlesungen über die Grundlagen der Elektrotechnik – Band 2, 2. Auflage, Springer Lehrbuch, 2007, ISBN 978-3-21172455-2